# Geschichte der Magnetresonanztomographie
Die Geschichte der Magnetresonanztomographie (MRT) umfasst die Arbeit vieler Forscher, die zu Beginn des 20. Jahrhunderts zur Entdeckung der Kernspinresonanz (NMR) beitrugen und die zugrunde liegende Physik der Magnetresonanztomographie beschrieben. Die MR-Bildgebung wurde von Paul C. Lauterbur erfunden, der im September 1971 einen Mechanismus zur Kodierung räumlicher Informationen in ein NMR-Signal unter Verwendung von Magnetfeldgradienten entwickelte; die Theorie dazu veröffentlichte er im März 1973. Die Faktoren, die zum Bildkontrast führen (Unterschiede in den Relaxationszeitwerten des Gewebes), waren fast 20 Jahre zuvor von den Ärzten und Wissenschaftlern Erik Odeblad und Gunnar Lindström beschrieben worden. Neben vielen anderen Forschern verfeinerte Peter Mansfield in den späten 1970er und 1980er Jahren die Techniken der MR-Bildaufnahme und -verarbeitung. 2003 erhielten er und Lauterbur den Nobelpreis für Physiologie oder Medizin für ihre Beiträge zur Entwicklung der MRT. Die ersten klinischen MRT-Scanner wurden in den frühen 1980er Jahren installiert, und in den folgenden Jahrzehnten wurde die Technologie erheblich weiterentwickelt, so dass sie heute in der Medizin weit verbreitet ist.

## Kernspinresonanz
1950 wurden Spin-Echos und der freie Induktionszerfall erstmals von Erwin Hahn nachgewiesen, und 1952 erstellte Herman Carr ein eindimensionales NMR-Spektrum, über das er in seiner Harvard-Dissertation berichtete.
Der nächste Schritt (von den Spektren zur Bildgebung) wurde von Vladislav Ivanov in der Sowjetunion vorgeschlagen, der 1960 ein Patent für ein Magnetresonanz-Bildgebungsgerät anmeldete.  Ivanovs wichtigster Beitrag war die Idee, einen Magnetfeldgradienten in Kombination mit einer selektiven Frequenzanregung/einem selektiven Auslesen zu verwenden, um die räumlichen Koordinaten zu kodieren. Nach heutigen Maßstäben handelte es sich dabei nur um eine Bildgebung der Protonendichte (nicht der Relaxationszeiten), die zudem langsam war, da jeweils nur eine Gradientenrichtung verwendet wurde und die Bildgebung Schicht für Schicht erfolgen musste. Dennoch handelte es sich um ein echtes Kernspintomographieverfahren. Ursprünglich als „unwahrscheinlich“ abgelehnt, wurde Ivanovs Antrag schließlich 1984 genehmigt (mit dem ursprünglichen Prioritätsdatum).

## Entspannungszeiten und frühe Entwicklung der MRT
1959 hatte Jay Singer den Blutfluss durch NMR-Relaxationszeitmessungen des Blutes an lebenden Menschen untersucht. Solche Messungen wurden erst Mitte der 1980er Jahre in die medizinische Praxis eingeführt, obwohl Alexander Ganssen Anfang 1967 ein Patent für ein Ganzkörper-NMR-Gerät zur Messung des Blutflusses im menschlichen Körper angemeldet hatte.
In den 1960er Jahren erschienen in der wissenschaftlichen Literatur die Ergebnisse von Arbeiten über die Entspannung, die Diffusion und den chemischen Austausch von Wasser in Zellen und Geweben verschiedener Art. 1967 berichtete Ligon über die Messung der NMR-Relaxation von Wasser in den Armen von lebenden Menschen. Im Jahr 1968 veröffentlichten Jackson und Langham die ersten NMR-Signale von einem lebenden Tier, einer betäubten Ratte.
In den 1970er Jahren wurde erkannt, dass die Relaxationszeiten den Kontrast in der MRT entscheidend bestimmen und zur Erkennung und Unterscheidung einer Reihe von Krankheiten verwendet werden können. Eine Reihe von Forschergruppen hatte gezeigt, dass Krebszellen im Frühstadium tendenziell längere Relaxationszeiten aufweisen als die entsprechenden normalen Zellen, und damit das erste Interesse an der Idee geweckt, Krebs mit NMR zu erkennen. Zu diesen frühen Gruppen gehören Damadian, Hazlewood und Chang und einige andere. Dies war auch der Anstoß für ein Programm zur Katalogisierung der Relaxationszeiten eines breiten Spektrums biologischer Gewebe, das eine der Hauptmotivationen für die Entwicklung der MRT wurde.

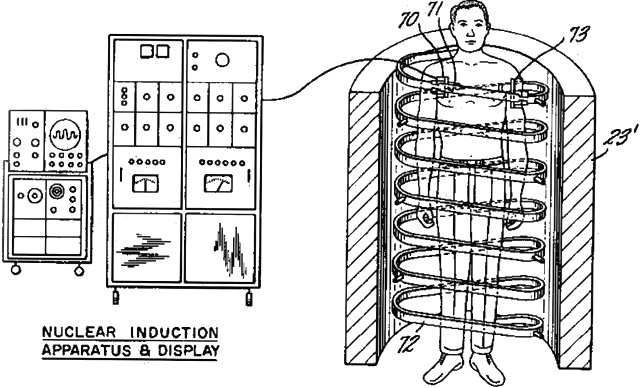
Raymond Damadians „Gerät und Verfahren zum Nachweis von Krebs in Gewebe“

Im März 1971 berichtete Raymond Damadian, ein armenisch-amerikanischer Arzt und Professor am Downstate Medical Center der State University of New York (SUNY), in der Fachzeitschrift Science, dass sich Tumoren und normales Gewebe in vivo durch NMR unterscheiden lassen. Damadians anfängliche Methoden waren für den praktischen Einsatz ungeeignet, da sie sich auf eine punktuelle Abtastung des gesamten Körpers und die Verwendung von Relaxationsraten stützten, die sich nicht als wirksamer Indikator für krebsartiges Gewebe erwiesen. Während er die analytischen Eigenschaften der magnetischen Resonanz erforschte, entwarf Damadian 1972 ein hypothetisches Magnetresonanzgerät zur Krebserkennung. Am 5. Februar 1974 ließ er ein solches Gerät patentieren (U.S. Patent 3,789,832). Lawrence Bennett und Dr. Irwin Weisman fanden ebenfalls 1972 heraus, dass Neoplasmen andere Relaxationszeiten aufweisen als das entsprechende normale Gewebe. Zenuemon Abe und seine Kollegen meldeten 1973 das Patent für einen gezielten NMR-Scanner an, U.S. Patent 3,932,805. Sie veröffentlichten diese Technik im Jahr 1974. Damadian behauptet, den MRT erfunden zu haben.
Die US National Science Foundation stellt fest: "Das Patent enthielt die Idee, den menschlichen Körper mit NMR zu 'scannen', um Krebsgewebe zu lokalisieren. Es beschrieb jedoch keine Methode zur Erzeugung von Bildern aus einem solchen Scan oder wie genau ein solcher Scan durchgeführt werden könnte.

## Zeitgleiche Einführung und Entwicklung von MRT-Systemen
Die Einführung von MRT-Systemen in Kliniken war zu Beginn stets mit ihrer Weiterentwicklung und Optimierung verbunden. Viele technische Details und Parameter mussten zuerst vom Klinikpersonal erprobt werden, bis die Systeme patiententauglich wurden. Dementsprechend waren interdisziplinäre Teams an der Entwicklung und Einführung der MRTs an Klinken involviert. Fachwissen aus Radiologie, Physik, Elektrotechnik und Datenverarbeitung waren nötig, um diese Systeme tauglich zu machen. Auch die Entwicklung von Magneten mit ausreichend großem Durchmesser – die zudem noch genug starke und homogene Magnetfelder erzeugten und zudem noch leise waren – stellte sich als technische Limitation in den frühen Jahren der medizinischen Magnetresonanztechnologie heraus. Im Jahre 1981 führte das Hammersmith-Krankenhaus in London den ersten Ganzkörperscanner von Oxford Instruments mit einem Durchmesser von 26 cm ein. Dieser benötigte drei Stunden, um 16 Schichten eines Patientenkopfes darzustellen. Die Forschungsgruppe am Hammersmith-Krankenhaus unter der Leitung von Robert E. Steiner und Ian R. Young machten bedeutende Fortschritte zur Einführung dieser Geräte in klinischen Instituten. Die bereits erwähnte interdisziplinäre Natur der Gruppierungen, welche sich mit der Entwicklung von diesen Geräten bemühten, führte zu Beginn zu Missverständnissen. So handelt eine Anekdote davon, dass Mediziner des Kinderspital Zürichs ein MRT-Gerät für Kinder bei Bruker Spectrospin in Karlsruhe in Auftrag gaben, jedoch dann den Lärm des Gerätes (auf welchen die Ingenieure und Physiker nicht optimierten) unvernünfitg für Kinder befanden. An frühen MRT-Konferenzen waren zudem oft Paare von Medizinern und Physikern unterwegs, um sowohl den theoretischen Hintergrund und die medizinischen Anwendungen verstehen zu können.

## Bildgebung
Paul Lauterbur von der Stony Brook University baute die Technik von Carr aus und entwickelte eine Methode zur Erzeugung der ersten MRT-Bilder in 2D und 3D unter Verwendung von Gradienten. Im Jahr 1973 veröffentlichte Lauterbur das erste Kernspinresonanzbild und im Januar 1974 das erste Querschnittsbild einer lebenden Maus. In den späten 1970er Jahren entwickelte Peter Mansfield, ein Physiker und Professor an der Universität Nottingham in England, die Echoplanar-Imaging-Technik (EPI), die dazu führte, dass Scans nur noch Sekunden statt Stunden dauerten und klarere Bilder als bei Lauterbur lieferten. Zusammen mit Larry Minkoff und Michael Goldsmith machte Damadian 1976 ein Bild von einem Tumor im Brustkorb einer Maus. Am 3. Juli 1977 führten sie außerdem den ersten MRT-Körperscan eines Menschen durch und veröffentlichten 1977 Studien. 1979 meldete Richard S. Likes ein Patent auf den K-Raum an (U.S. Patent 4,307,343).

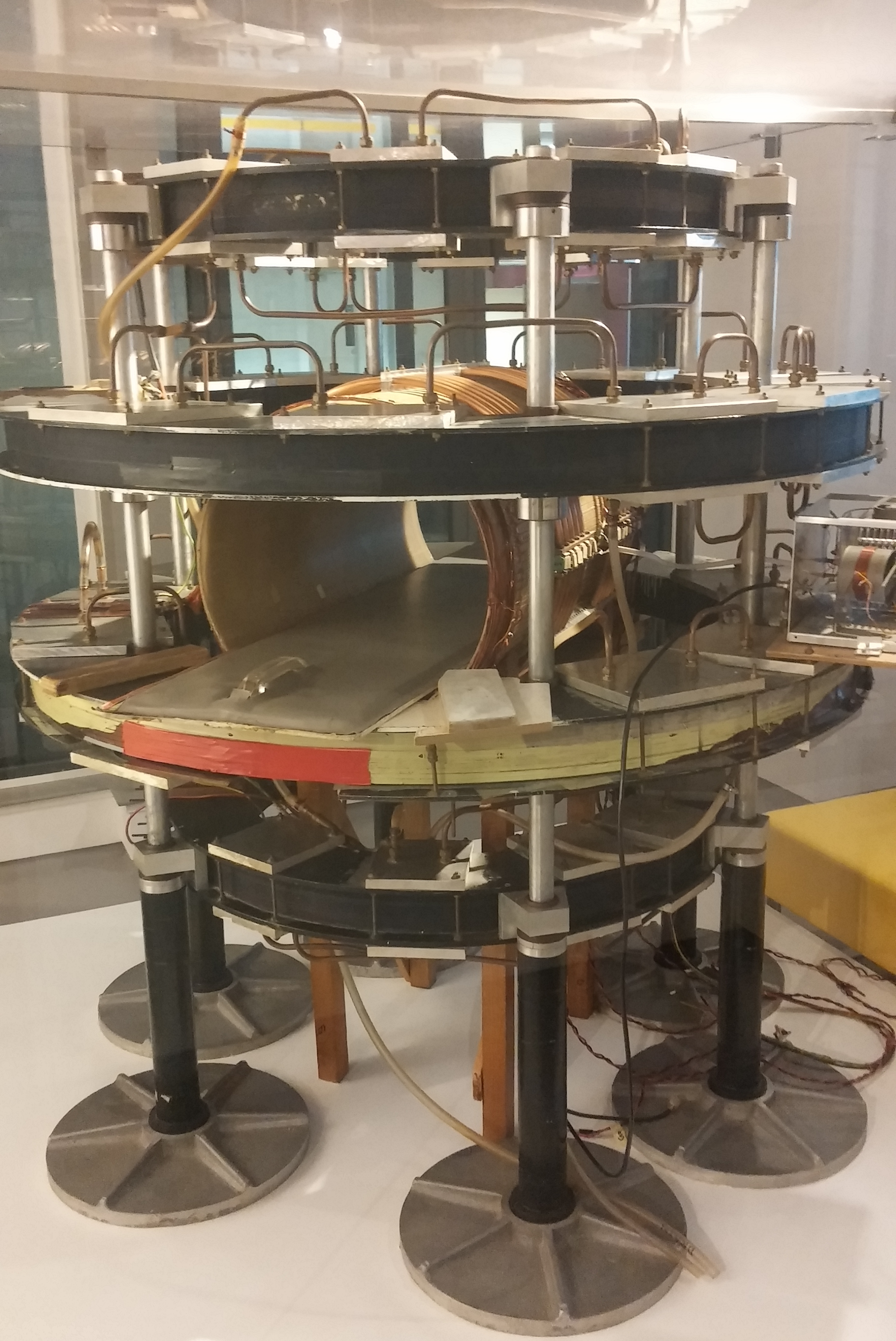
MRI-Scanner Mark One. Der erste MRT-Scanner, der in der Aberdeen Royal Infirmary in Schottland gebaut und eingesetzt wurde.

## Ganzkörperscanning
In den 1970er Jahren baute ein Team unter der Leitung von John Mallard den ersten Ganzkörper-MRT-Scanner an der Universität von Aberdeen in Schottland. Am 28. August 1980 wurde mit diesem Gerät das erste klinisch brauchbare Bild des inneren Gewebes eines Patienten mit Hilfe der MRT gewonnen, wobei ein Primärtumor in der Brust des Patienten, eine abnorme Leber und ein sekundärer Krebs in den Knochen festgestellt wurden. Dieses Gerät wurde später im St. Bartholomew’s Hospital in London von 1983 bis 1993 eingesetzt. Mallard und seinem Team werden die technologischen Fortschritte zugeschrieben, die zur breiten Einführung der MRT führten.
1975 gründete die Radiologieabteilung der University of California, San Francisco, das Radiologic Imaging Laboratory (RIL). Mit Unterstützung von Pfizer, Diasonics und später Toshiba America MRI entwickelte das Labor neue Bildgebungstechnologien und installierte Systeme in den Vereinigten Staaten und weltweit. Im Jahr 1981 veröffentlichten RIL-Forscher, darunter Leon Kaufman und Lawrence Crooks, das Buch Nuclear Magnetic Resonance Imaging in Medicine. In den 1980er Jahren galt das Buch als das maßgebliche einführende Lehrbuch zu diesem Thema.
1980 kam Paul Bottomley zum GE-Forschungszentrum in Schenectady, New York. Sein Team bestellte den damals verfügbaren Magneten mit der höchsten Feldstärke, ein 1,5-T-System, und baute das erste Hochfeldgerät, wobei es Probleme mit dem Spulendesign, der HF-Durchdringung und dem Signal-Rausch-Verhältnis überwand, um den ersten Ganzkörper-MRT/MRS-Scanner zu bauen. Die Ergebnisse führten zu der äußerst erfolgreichen 1,5-T-MRT-Produktlinie, von der über 20.000 Systeme ausgeliefert wurden. 1982 führte Bottomley die erste lokalisierte MRS im menschlichen Herzen und Gehirn durch. Nachdem er eine Zusammenarbeit mit Robert Weiss an der Johns-Hopkins-Universität im Bereich der Herzanwendungen begonnen hatte, kehrte Bottomley 1994 als Russell Morgan Professor und Direktor der MR-Forschungsabteilung an die Universität zurück.

## Zusätzliche Techniken
1986 entwickelten Charles L. Dumoulin und Howard R. Hart bei General Electric die MR-Angiographie, und Denis Le Bihan machte die ersten Bilder und patentierte später die Diffusions-MRT. 1988 zeigten Arno Villringer und Kollegen, dass Suszeptibilitätskontrastmittel in der Perfusions-MRT eingesetzt werden können. 1990 erkannte Seiji Ogawa von AT&T Bell Labs, dass sauerstoffarmes Blut mit dHb von einem Magnetfeld angezogen wird, und entdeckte die Technik, die der funktionellen Magnetresonanztomographie (fMRI) zugrunde liegt.
In den frühen 1990er Jahren veröffentlichten Peter Basser und Le Bihan, die am NIH arbeiteten, sowie Aaron Filler, Franklyn Howe und Kollegen die ersten DTI- und traktografischen Gehirnbilder. Joseph Hajnal, Young und Graeme Bydder beschrieben 1992 die Verwendung der FLAIR-Impulssequenz zur Darstellung signalreicher Regionen in der normalen weißen Substanz. Im selben Jahr wurde von John Detre und Alan P. Koretsky das arterielle Spin Labelling entwickelt. 1997 entwickelten Jürgen R. Reichenbach, E. Mark Haacke und Mitarbeiter der Universität Washington die empfindlichkeitsgewichtete Bildgebung.
Fortschritte in der Halbleitertechnologie waren entscheidend für die Entwicklung der praktischen MRT, die eine große Rechenleistung erfordert.
Obwohl die MRT in der Klinik meist bei 1,5 T durchgeführt wird, gewinnen höhere Felder wie 3 T für die klinische Bildgebung und neuerdings 7 T für Forschungszwecke wegen ihrer höheren Empfindlichkeit und Auflösung an Beliebtheit. In Forschungslabors wurden Humanstudien bei 9,4 T (2006) und bis zu 10,5 T (2019) durchgeführt. Studien an nicht-menschlichen Tieren wurden mit bis zu 21,1 T durchgeführt.

## Bildgebung am Krankenbett
Im Jahr 2020 erteilte die US Food and Drug Administration (USFDA) eine 510(k)-Zulassung für das bettseitige MRT-System von Hyperfine Research. Das Hyperfine-System soll nur 1/20 der Kosten, 1/35 des Stromverbrauchs und 1/10 des Gewichts herkömmlicher MRT-Systeme betragen. Es wird über eine normale Steckdose mit Strom versorgt.

## Nobelpreis 2003
In Anbetracht der grundlegenden Bedeutung und Anwendbarkeit der MRT in der Medizin wurde Paul Lauterbur von der University of Illinois in Urbana-Champaign und Sir Peter Mansfield von der University of Nottingham der Nobelpreis für Physiologie oder Medizin 2003 für ihre „Entdeckungen auf dem Gebiet der Magnetresonanztomographie“ verliehen. Der Nobelpreis würdigt Lauterburs Erkenntnis, Magnetfeldgradienten zur Bestimmung der räumlichen Lokalisierung zu nutzen, eine Entdeckung, die die Erfassung von 3D- und 2D-Bildern ermöglichte. Mansfield wurde für die Einführung des mathematischen Formalismus und die Entwicklung von Techniken zur effizienten Nutzung von Gradienten und zur schnellen Bildgebung geehrt. Die preisgekrönten Forschungsarbeiten wurden fast 30 Jahre zuvor durchgeführt, als Paul Lauterbur noch Professor am Fachbereich Chemie der Stony Brook University in New York war.